# X. Ince pápa
X. Ince (Róma, 1574. május 6. – Róma, 1655. január 7.) a 236. pápa 1644-től haláláig. Alakja, éppen úgy, mint elődje, VIII. Orbán esetében, a pápák történetének politikailag legvitathatóbb szerepvállalói közé tartozott. Pápaságának tizenegy éve alatt ért véget a harmincéves háború, és az azt lezáró vesztfáliai békében neki kellett elődje szerencsétlen politikájának árát megfizetnie. Az európai uralkodók Ince tiltakozása ellenére semmi tekintettel nem voltak a pápaság érdekeire. Emellett Ince igen aktív külpolitikát folytatott. Az elűzött Barberinik miatt szembekerült Mazarin bíborossal, Parma ellen kirobbantotta a második castrói háborút, és belefolyt az angol polgári forradalomba is. A krónikák Incét gyanakvónak, néha kissé konoknak írják le, aki csak saját ítélőképességében bízott. Gyakran legbensőségesebb kardinálisai sem szólhattak bele uralkodásába. De bátyja halálával mindez megváltozott. Ince viselte gondját elhunyt fivére özvegyének, Olimpia Maidalchininek, aki nagy befolyással bírt a pápa politikájára. Egyházfőként szerette a művészetet, és több műremeket hagyott emlékül maga után. Diego Velázqueztől származó portréja a leghíresebb és legsikeresebb pápa-arcképek közé tartozik.

## Életútja a pápaság előtt
1574-ben született Rómában, eredetileg Giovanni Battista Pamphilj (vagy másképpen Pamphili), mai helyesírással Giambattista Pamfili néven. Apját Camillo Pamphilinek hívták, és eredetileg az umbriai Gubbióból származott. Anyja a francia származású Flaminia de Bubalis volt. A család IX. Ince pápa pontifikátusa alatt költözött az örök városba, ahol az apa rangjához méltó állást kapott a pápai udvarnál. Az egyházhoz közelálló család gyermekét Róma legkiválóbb iskolájába, a Collegio Romanóba küldte tanulni, amelynek jogi karán húszévesen végzett. Nem sokkal ezután VIII. Kelemen pápa általános ügyvédként foglalkoztatta, és hamarosan nagybátyja, Girolamo Pamphilj helyét vehette át a Rotában.
1621-ben XV. Gergely nunciusnak nevezte ki Nápolyba. VIII. Orbán unokaöccsével, Francesco Barberinivel együtt először Franciaországba, majd Spanyolországba küldte. A nunciusként szolgáló Francesco mellett Giambattista egyre többször szembekerült a Barberinikkel, amit később pápasága alatt sem felejtett el. Orbán mindennek ellenére Antiochia latin pátriárkájává nevezte ki, és 1626-ban Orbán madridi nunciusa lett. 1626. augusztus 30-án Orbán presbiter-bíborosi rangra emelte Giambattistát a Sant'Eusebio-templom címén. Valószínűleg nem saját akaratából döntött így, hanem politikai nyomásra. A kinevezés ellenére Giambattista a bíborkalapot hivatalosan csak 1629-ben vehette át. A zsinati kongregáció vezetője volt és az inkvizíció tanácsadója. Ugyan ellentét feszült közte és az uralkodó pápa között, mégis a Római Kúria egyik legbefolyásosabb és legelismertebb tagjává válhatott. Éppen ezért nagy eséllyel állhatott a VIII. Orbán halálát követő konklávé elé.

## Egy nősugallta pontifikátus

### Rögös pápaválasztás
VIII. Orbán halála után a pápaválasztásra összegyűlt bíborosok 37 napos vita után jutottak csak egyezségre. A konklávé a spanyol és a francia érdekek ütközése miatt nyúlt ilyen hosszúra. A szemben álló bíborosi pártok elég nagyok voltak ahhoz, hogy csak a közös megegyezéssel lehessen pápát választani. A francia kardinálisok kijelentették, hogy nem hajlandók támogatni a spanyol Firenzola bíboros megválasztását, mivel az a francia államminiszter, Jules Mazarin bíboros ellensége volt. A spanyol párt sokáig próbálta kikerülni a francia érdekeket, de lassan rádöbbentek, hogy a franciák nélkül nem tudják elérni a kellő szavazati arányt. Hosszas vitázás után felvetődött Pamphili bíboros neve, aki korábban Párizsban és Madridban is járt, bár köztudott volt, hogy Giambattista igazán a spanyolok pártján állt. A krónikák szerint az egyezség azon múlt, hogy az elfoglalt Mazarin bíboros túl későn ért a konklávéra, így már nem élhetett vétójogával. A francia államminiszter nem támogatta volna Pamphili megválasztását. 1644. szeptember 15-én végül megválasztották egyházfőnek, és Giambattista felvette a X. Ince uralkodói nevet.

### Három bíborossal szemben

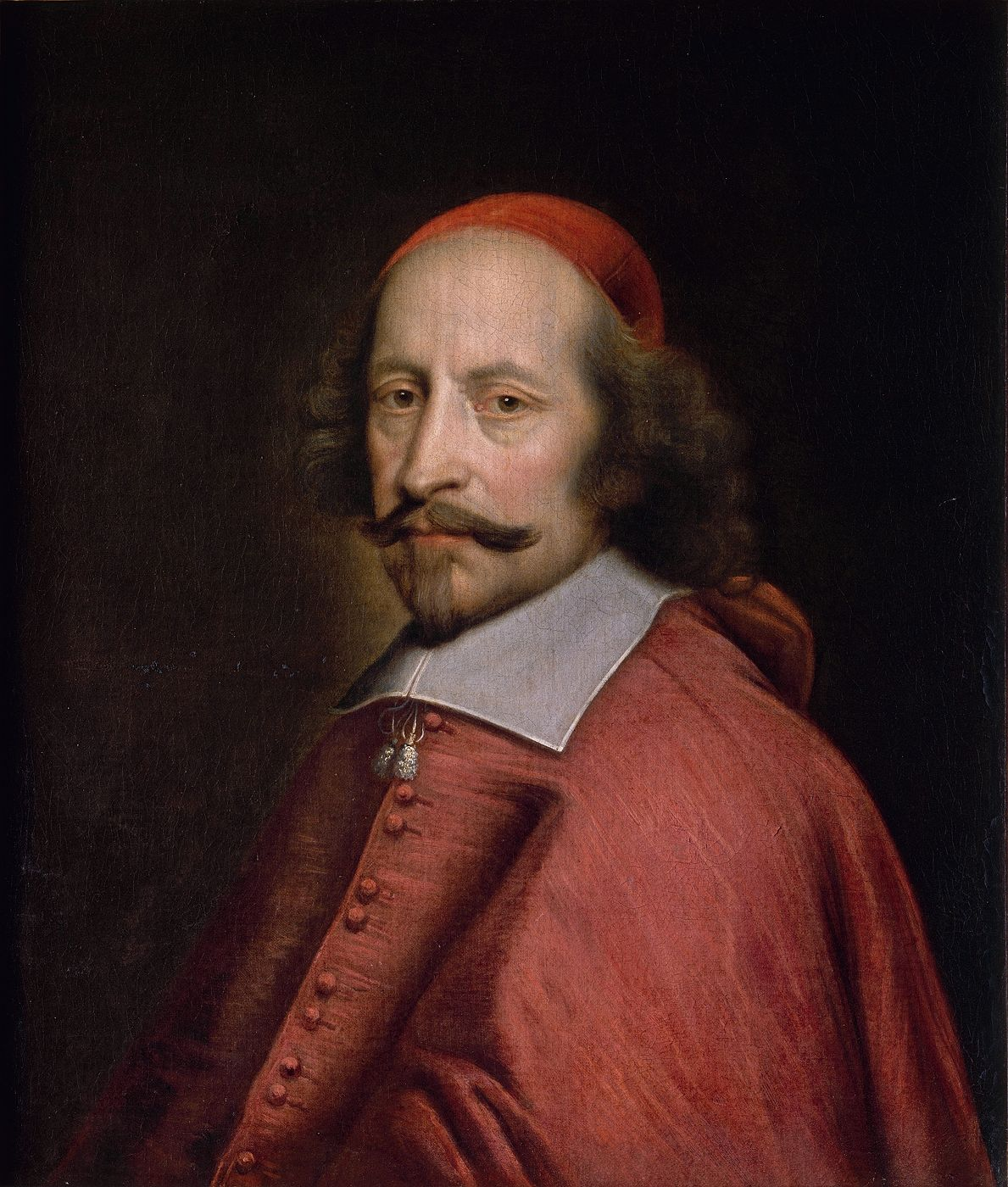
Mazarin bíboros portréja

Ince pontifikátusának első lépésével igyekezett lenyugtatni VIII. Orbán halála után a hatalmas adóterhek miatt lázongó rómaiakat, no meg persze saját ellenségességét is. Az új egyházfő a római rend helyreállításának színfalai mögött támadást indított a Barberini család ellen. Kimondta, hogy Orbán a pápai vagyon hűtlen kezelése miatt vétkes. Francesco és Antonio Barberini, a néhai egyházfő unokaöccsei nem várták meg Ince reakcióit, és azonnal Párizsba menekültek, ahol Mazarin bíboros személyében befolyásos támogatóra találtak. Ince eközben elkobozta a Barberinik minden vagyonát, és igyekezett minden kiváltságuktól is megfosztani a gyűlölt családot. 1646. február 19-én a pápa kiadott egy bullát, amely szerint az a bíboros, aki a pápa engedélye nélkül hagyja el a pápai államot, és nem tér vissza hat hónapon belül, azt meg lehet fosztani egyházi birtokaitól, sőt a bíborosi rangot is elveszítheti. A bulla persze egyértelműen az Incével szemben álló három bíboros ellen irányult, és Mazarin tiltakozásának adott hangot. A francia parlament Mazarin hatására a pápai rendeletet nem fogadta el, érvénytelennek és hatálytalannak tartották. Persze a francia tiltakozás nem sok eredményt ért el Incénél, és a pápa csak akkor vonta vissza bulláját, amikor Mazarin megelégelte a hiábavaló szavakat, és háborút üzent Incének. Az egyházfő azonnal békülékenyebb hangnemre váltott, és eltörölte a bullát, sőt évek múltán a Barberinieket is rehabilitálták.
A két hatalom között 1652-ben újra kiújultak az ellentétek, amikor Mazarin bíboros francia területen letartóztatta Retz kardinálist. Ince tiltakozott az erőszakos bánásmód ellen, és kijelentette, hogy a bíborosokat katolikus állam nem foghatja le. Amikor Retz bíboros 1654-ben megszökött, a pápa védelme alá vette.

### Ince külpolitikája

#### A vesztfáliai béke
Ince pontifikátusát leginkább a pápaság külpolitikai lépésein keresztül lehet megismerni. Igen aktív politikát folytatott a katolicizmus védelme érdekében. Az 1645-46-os években Ince a távoi vidékek felé fordította figyelmét. Szabályozta a kínai katolikus rítusokat és tovább ösztönözte a hittérítőket afrikai vagy távol-keleti útjukban. Az 1647-es év leginkább a Spanyolországgal fenntartott kiváló kapcsolatok jegyében telt. A pápa több intézkedésével is a spanyol koronának kedvezett, de ugyanakkor kétségét fejezte ki a nápolyi kormányzás helyességével kapcsolatban.

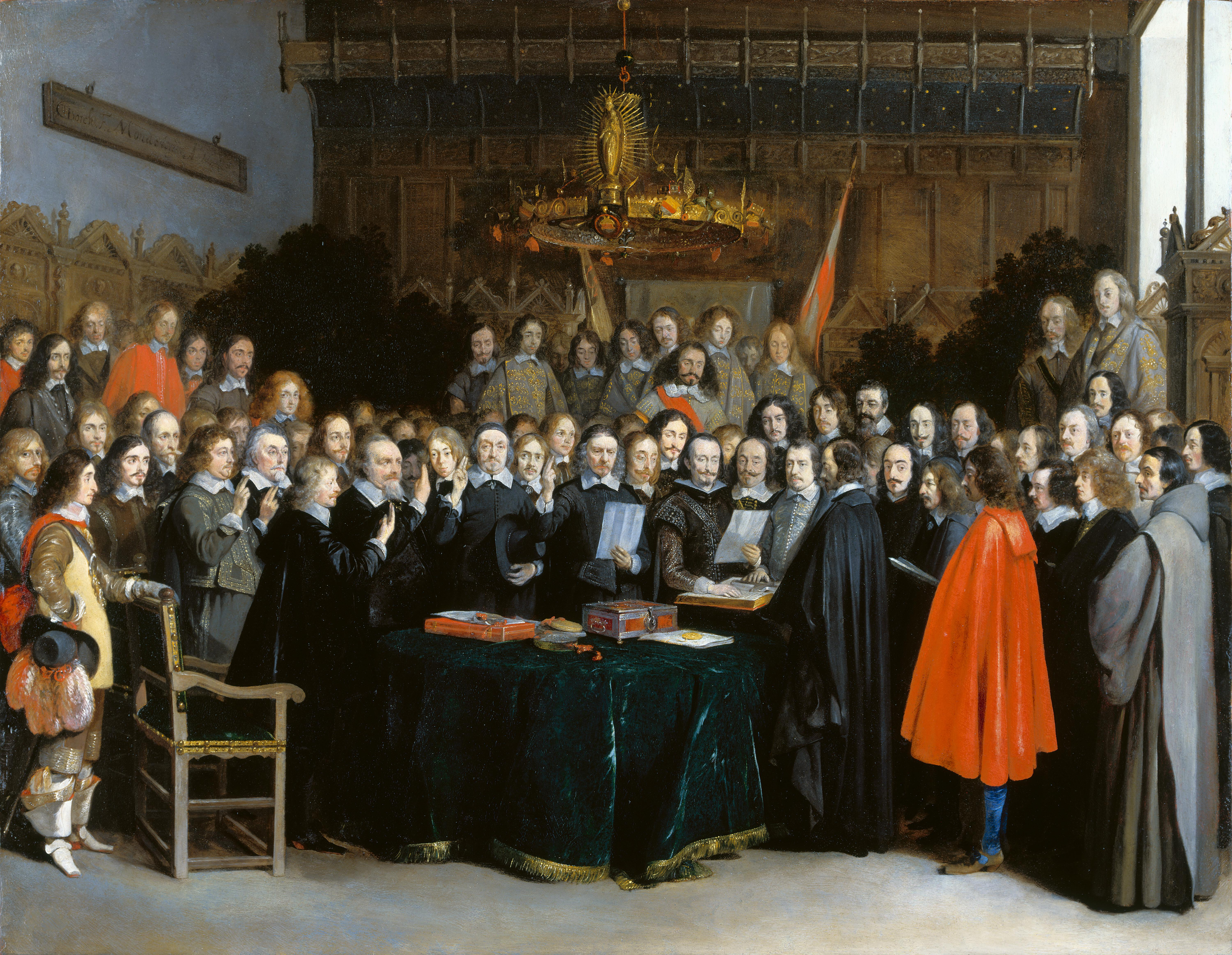
A münsteri béke aláírása

Az 1648-as évtől kezdve az európai események miatt Ince hamar belefolyt a nemzetközi eseményekbe. A pápa uralkodásának ideje alatt az egyik legnagyobb történelmi esemény a harmincéves háborút lezáró békeegyezmények aláírása volt. Münster városában Franciaország és a Német-római Birodalom írta alá a békét, míg az innen nem messze fekvő Osnabrückben a császár és a katolikus liga írta alá a békeszerződést Svédországgal és a protestáns fejedelmekkel. Összefoglalóan ezen békeegyezményeket vesztfáliai békének nevezzük. Az 1648. október 24-én aláírt dokumentumok pontosan leírták a kontinens vallási ügyeinek szabályozását. Ezek értelmében minden felekezet szabadon gyakorolhatta vallását, a katolikusokat és a protestánsokat a törvény színe előtt egyenlőnek kellett tekinteni, és minden hercegnek joga volt megválasztania, hogy milyen felekezethez csatlakozik. A Cuius regio eius religio elve szerint a herceg uralma alatt élőknek is fel kellett venniük uruk vallását, bár ha ezt nem akarták, szabadon elhagyhatták a birtokot. A béke rendelkezett arról is, hogy az egyházi birtokokat az egyes államok kisajátíthatják.
A béke szövege egyértelműen mutatja, hogy Ince elődje, VIII. Orbán nem mert kiállni egyik oldal mellett sem, és gyakran álságos és kétszínű politikája miatt a pápaság véleményét a béke megkötői teljesen kihagyták a szerződésekből. X. Ince azonnal tiltakozott a béke szövege ellen, ugyanis ezzel a katolikus egyház hatalmas püspökségeket, apátságokat és kolostorokat veszített el főként Németország északi és középső vidékein. A tárgyalóasztaloknál persze jelen volt a pápai diplomácia is, Fabio Chigi nuncius személyében, aki hiába érvelt kiválóan a béke megszövegezése ellen. 1648. november 26-án Ince kibocsátotta a Zelo domus Dei kezdetű bulláját (valójában visszadátumozta erre a dátumra, 1950-ben adta ki), amelyben semmisnek és érvénytelennek minősítette a vesztfáliai béke azon pontjait, amelyek a katolikus hit visszaszorulását szentesítették. A békét aláíró hatalmak nem vették figyelembe Ince elítélő bulláját.

#### Itáliai politika

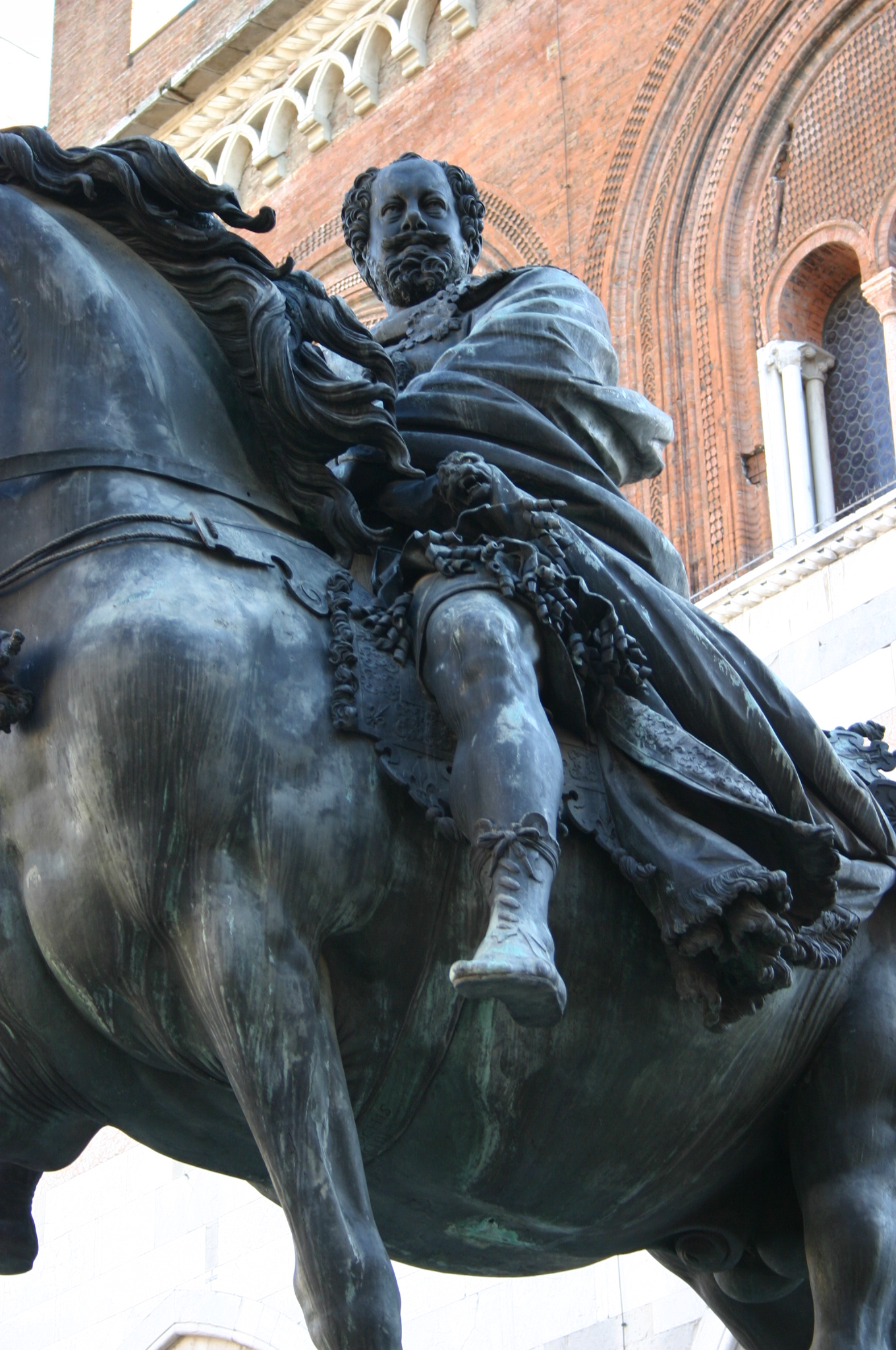
II. Ranuccio Farnese bronzszobra Piacenza főterén

A vesztfáliai kudarc után Incének közvetlenül a Pápai Állam szomszédságában akadt nézeteltérése. VIII. Orbán pontifikátusának végén háborút indított Parma hercege ellen. Az első castrói háborút lezáró 1644. március 31-ei velencei szerződés szerint a pápának vissza kellett vonnia minden egyházi korlátozást a hercegségről és vissza kellett adnia Parmának Castro városát, hogy a herceg fizetni tudja a római bankároktól felvett kölcsönét. A szerződést aláíró Odoardo Farnese herceg hamarosan meghalt, és helyét II. Ranuccio Farnese vette át. Az új herceg nem akarta tovább fizetni a kölcsönök törlesztő részleteit, az úgynevezett montikat, ami miatt a viszony újra elmérgesedett Parma és Róma között. Ráadásul a herceg nem akarta elfogadni a pápa által castrói püspöknek kinevezett Cristoforo Giardát. Ince nem akarta tudomásul venni Ranuccio ellenvetéseit, és Cristoforót Castróba küldte. De a püspököt útközben meggyilkolták. Ince azonnal a parmai herceget vádolta a gyilkosság kiterveléséért, és azonnal kiadta a parancsot a pápai seregeknek Castro elfoglalására. 1649. szeptember 2-án a város megadta magát a pápai erőknek. Nyolc hónappal Castro bevétele után Ince parancsot adott a város teljes elpusztítására. A pápa porig romboltatta a várost, egyetlen épületet sem kímélt meg, beleértve a nemesi palotákat, a pénzverdét, sőt a katedrálist is! A püspöki székhelyet pedig áttette Acquapendentébe. A hatalmas pusztítás hírére a parmai herceg lemondott castrói birtokairól, és az egyházfő azt átadta a herceg kölcsönzőinek. A kegyetlen pusztítás árnyékot vetett a pápa népszerűségére, és még síremlékére is felkerült az irat: Qui fu Castro, azaz, aki elpusztította Castrót.
Itália egy másik államával azonban Ince különösen jó viszonyt épített ki. A Velencei Köztársaság Orbán ellenséges uralkodása után baráti kapcsolatot alakított ki a római kúriával. A pápa Lengyelország és Magyarország mellett a Serenissimát is nagy összegekkel támogatta a törökök elleni küzdelemben. A velenceieknek pedig jól jött a segítség, hiszen akkor zajlott Kréta birtoklásáért a háború az Oszmán Birodalom ellen. A dózse cserébe szabadságot biztosított Incének a velencei püspöki székek betöltéséhez, amit már régóta egyik egyházfőnek sem engedélyezett a velencei kormányzat.

#### Polgári forradalom Angliában
Az 1642-ben kitört angol polgári forradalom Ince számára lehetőségeket jelentett arra, hogy kiterjessze a katolikus egyház hatalmát a szigetországra az anglikán egyház rovására. A pápa reménykedett benne, hogy a teljes felfordulásban sikerül némi befolyásra szert tennie. Ince európai elfoglaltsága miatt nem tudott tovább egyeztetni I. Károllyal a katolikus hit felvételéről, és a castrói háborúk végeztével már túl késő volt, hiszen Károlyt 1649. január 30-án alattvalói kivégezték. A pápa ugyan megrökönyödött a merész tett hallatán, de igyekezett a felfordulást a maga javára fordítani. A pápa a polgárháborúban a független Írország mellé állt, amelyet javarészt katolikusok laktak. Ince terveit Mazarin bíboros és a párizsi száműzetésben élő angol királyné, Henrietta Mária hevesen ellenezte. Ettől függetlenül Ince Írországba küldte Giovanni Rinuccinit, Fermo érsekét, aki Kilkennyben szállt partra fegyverekkel és hadi eszközökkel, húszezer fontnyi puskaporral és hatalmas pénzösszeggel.
Kilkennyben hatalmas ovációval fogadták a pápai követet, aki kijelentette, hogy minden tisztelete a királyi uralomé, de az ő feladata az, hogy megmentse az ír katolikusokat a további szenvedésektől, és hogy a katolikus hitet, valamint a korábbi egyházi birtokokat helyreállítsa az országban. De Írország sorsa másképpen alakult. Oliver Cromwell csapatai hatalmas vérontás után újra Angliához csatolták a zöld szigetet, és Rinuccininek 1649-ben vissza kellett térnie Rómába.

#### Ellentétek Portugáliával
A spanyol koronával fenntartott baráti kapcsolatok megmutatkoztak a Szentszék és Portugália kapcsolataiban is. 1640-ben a portugálok fellázadtak a spanyol uralom ellen, és sikerült is kivívni függetlenségüket. Az ország élére IV. János király állhatott. Már VIII. Orbán sem ismerte el Jánost portugál uralkodónak, és Ince sem akarta elfogadni a független Portugáliát. A pápai vétó abban nyilvánult meg, hogy az egyházfő nem szentesítette a portugál püspökök kinevezését. Így történhetett, hogy X. Ince uralkodásának végére Portugáliában mindössze egyetlen püspök volt.

#### Ince és a janzenizmus

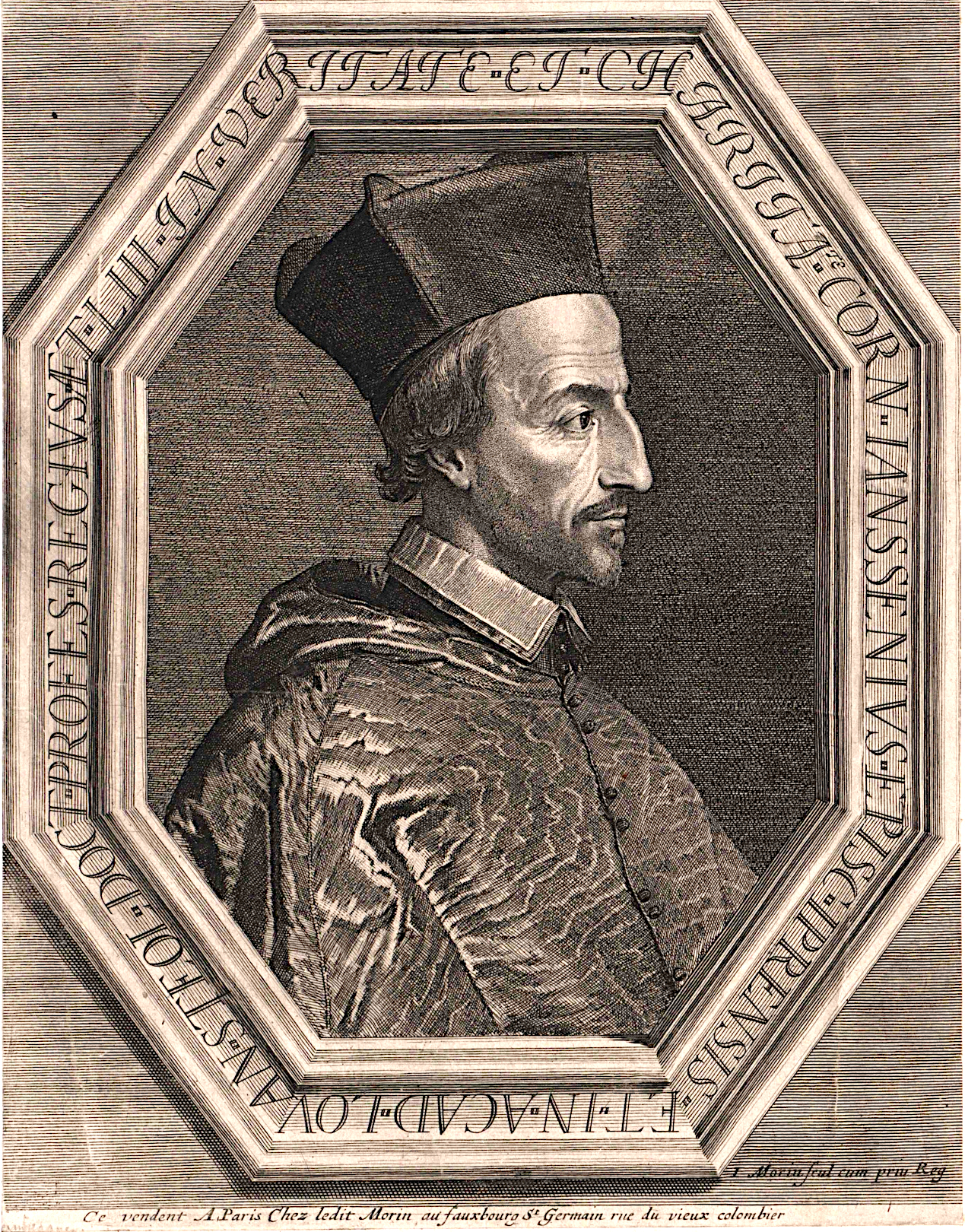
Cornelius Jansen portréja

A Cornelius Jansen németalföldi teológus által Hippói Szent Ágoston tanaira építkezve megalkotott tételeket a 17. században a legnagyobb belső, katolikus reformirányzatnak tartották. Még jóval Ince trónra lépése előtt egyre nagyobb teret hódított a janzenizmus a katolikus egyházon belül. Főleg Franciaországban vált népszerűvé, ahol több köztiszteletnek örvendő nemes, így például Blaise Pascal csatlakozott Jansen gondolataihoz. A janzenizmus terebélyesedését a pápák sosem nézték jó szemmel, de igazán X. Ince volt az, aki erélyesebben útját próbálta állni a hitelveknek.

Jansen 1638-ban meghalt, de hittételei igazán csak 1640-ben váltak ismertté, amikor közeli barátai kiadták az Augustinus címet viselő főművét. Jansen gondolkodásmódja több ponton is hasonlított Kálvin János dogmáihoz, csak éppen az nem akart elszakadni a katolicizmustól. X. Ince a janzenizmus tisztázása érdekében Franciaországban zsinatot hívott össze, amelyen 88 francia püspök vett részt. A vitát Nicolas Cornet, a Sorbonne egyik doktora vezette, és a zsinat végeztével öt pontban találták eretneknek az Augustinus elveit:
- Az isteni kegyelem kérdésében a zsinat úgy vélte, hogy Jansen tévesen ítéli meg az igazak szerepét. A janzenizmus szerint az igazak Isten kiválasztottjai, és mindig rendelkezésükre bocsátja a kegyelmet, amellyel a jó és Istennek tetsző dolgokat megvalósíthatják. A katolikus álláspont szerint azonban ez a kegyelem nem folytonos, hanem minden cselekedetnél Isten külön dönt annak megadásáról.
- A természeti állapotban a belső kegyelemnek soha nem lehet ellenállni, amelynek hatékonyságát Jansen viszont vitatta.
- Jansen tanításával ellentétben a zsinat úgy vélte, hogy az Ádám utáni bukott természeti állapotban az érdemek vagy ítéletek nem a belső szükségtől, hanem a külső kényszerektől független szabadságból fakadnak.
- A szemipelagianisták belső kegyelemről alkotott véleményéről is ütközött a zsinat és Jansen véleménye. A belső kegyelmet a katolikus álláspont szerint nem lehet szabadon irányítani, azaz nem állhat neki ellen vagy nem engedelmeskedhet neki valaki saját választása szerint.
- Végül a zsinat és Jansen elvei abban ütköztek, hogy ő a katolikus dogmák alapján félreértelmezte a szemipelagiánusok tanát, miszerint Jézus nem egyetemlegesen az emberiségért halt meg. Jansen úgy vélte nem minden szemipelagiánusnak ez a véleménye, amivel Cornet nem értett egyet. Ince a zsinat végső vizsgálata után 1653. május 31-én kiadta Cum occasione impressionis libri című bulláját, amelyben eretneknek nyilvánította a janzenizmust.

### A XIV. Szentév
X. Ince uralkodása alatt rendezték meg a tizennegyedik Szentévet. A pápa az 1649. május 4-ei Appropinquat dilectissimi filii bullájával hirdette meg az 1650. évi ünnepséget. Ince személyesen nyitotta meg a Szent Péter-bazilika Szent Kapuját 1649 karácsonyának előestéjén. Ahogyan azt korábban Ince elődei is tették, szigorú szabályok tiltották a rómaiaknak a városba tóduló zarándokok kihasználását. Főleg a szálláshelyek áraira figyelt oda a városi rendészet. Ez volt az első olyan Szentév, amelyen a búcsúban részt vettek a belga tartományok és Amerika képviselői is. A becslések szerint az ünnepségsorozat idején hétszáz ezer zarándok kereste fel Rómát, és jó néhány alkalommal sor került protestánsok átkeresztelésére is. Ince a városba tóduló tömeget igyekezett úgy megosztani, hogy a korábbi elvárásoktól eltérően a zarándokoknak nem kellett minden szent bazilikát végigjárni ahhoz, hogy elnyerjék a bűnbocsánatot. A pápa annak is elismerte bűnei bocsánatát, aki jelen volt 1650 karácsonyának előestéjén valamelyik Szent Kapu bezárásánál, vagy aki karácsony napján részt vett a pápa áldásosztásán a vatikáni palota loggiájáról.
A Szentévre végig jellemző volt a spanyol és a francia korona versenye a minél pompásabb és fényűzőbb megjelenésért. A krónikák leginkább IV. Fülöp spanyol király erőfeszítéseit őrizték meg. Eszerint Fülöp a Szentév januárjában két királyi követet küldött Rómába, akiknek kíséretében 460 hintó is érkezett. A spanyol nemzeti templomokban vagy a spanyol illetőségű kápolnákban egész évben az átlagostól sokkal pompásabb és ragyogóbb ceremóniákat tartottak mint máshol a városban.
Az egész év során a közvélemény két fontosabb eseménytől volt hangos. Az egyik a Santa Maria Maggiore-bazilika Szent Kapujának megnyitásakor történt, a másik pedig Szent Marcell keresztjének körmeneténél. Az egyik római szent bazilika, a Santa Maria Maggiore kapujának ünnepélyes megnyitójakor a tizenhét éves Francesco Maidalchini, a pápa unokaöccse vállalta magára a bazilika bíboros-esperesi feladatkörét. Amikor az ünnepség rendben lezajlott, az ifjú bíboros felfedezett egy kis fiókot a bazilika sekrestyéjében, amelyben az előző Szentév drága ajándékai hevertek. Francesco nem tudta visszafogni magát, és magával akarta vinni a csillogó tárgyakat. Az egyházfő unokaöccsét a bazilika kántora fülelte le. Szent Marcell csodálatos keresztjét Nagycsütörtökön a Szent Péter-bazilikához vitték díszes menetben. A keresztet öt kardinális, Spanyolország nagykövete, további száz zarándok, egy kórus és a lámpást hordó férfi kísérte át szent helyéről a főbazilikába. Útközben néhány dühödt lovas feltartóztatta a menetet, és úgy megfenyegette őket, hogy a díszes felvonulás hamar szétfutott anélkül, hogy a kereszt elérte volna célját.
Persze a Szentév során a négy szent bazilikán kívül Róma minden szent helye versengett a rangsorban betöltött szerepért. Minden templom szeretett volna több zarándokot falai közé csábítani. Az év legnagyobb szabású miséje mégis a Piazza Navonán zajlott le, amelyet maga X. Ince celebrált. A teret egyébként a pápa emelte Róma egyik legszebb terévé, de a Szentévben több remekmű is született. Alessandro Algardi ebből az alkalomból faragta ki I. Leó pápa szobrát, amint találkozik Attilával, és ekkor készült el X. Ince pápa bronzszobrával is, amelyet a Capitoliumon állítottak fel. A szentév tiszteletére faragta meg Bernini Szent Teréz extázisát, és Borromini is ekkor fejezte be a lateráni Szent János-bazilika felújítását. A Szentév illusztris zarándokai között volt Krisztina, svéd királynő is.

### A sógornő befolyása

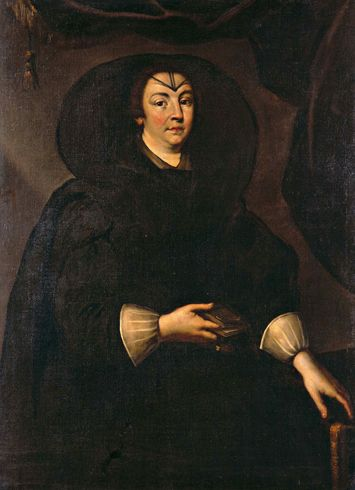
Olimpia Maidalchini portréja

Ince uralkodásának legvitatottabb részlete éppen bátyjának özvegyéhez, Olimpia Maidalchinihez kapcsolható. A pápa sógornője köztudottan nagy befolyással volt Incére, amit senki sem nézett jó szemmel. A bíborosoknak nem tetszett, hogy egy nő irányítja a pápai politikát egy kardinálisokból álló tanács helyett. Persze Róma népe között is megindult a szóbeszéd, miszerint a pápának mindenféle erkölcstelen kapcsolata is van a nővel, akit a rómaiak csak Pimpaccia csúfnéven (körülbelül kifentet, kikentet jelent) emlegettek. Azóta bebizonyosodott, hogy a szóbeszédnek semmiféle alapja nincs, de mégis különös volt, hogy Ince annyira ragaszkodott sógornőjéhez. Olimpia 1592-ben született Viterbóban, és azt mindenki elismerte, hogy különösen okos, művelt és ravasz hölgy volt. Amikor először megözvegyült, feleségül ment az egyházfő bátyjához Pamphilio Pamphiljhez, aki harminc évvel idősebb volt nála. Ince jó kapcsolatot alakított ki Olimpiával, így amikor 1639-ben újra megözvegyült, bizton számíthatott a sógor kegyére. És a pápa valóban maga mellé fogadta, és fő tanácsadójának tette meg. Rómában köztudott tény volt, hogy Ince minden döntése előtt kikérdezte Olimpia véleményét is. Éppen ezért néhány év leforgása alatt Rómában gyűlölt személlyé vált. A legtöbb esetben ugyanis Olimpia nem volt éppen jó tanácsadó. Több történész leírása szerint Ince pontifikátusában nem került volna előtérbe annyira az elnyomás és a ridegség, ha Olimpia nincs a háttérben. A sógornőt 1645-ben a pápa a viterbói San Martino hercegnőjévé tette meg.

### Ince és a művészetek

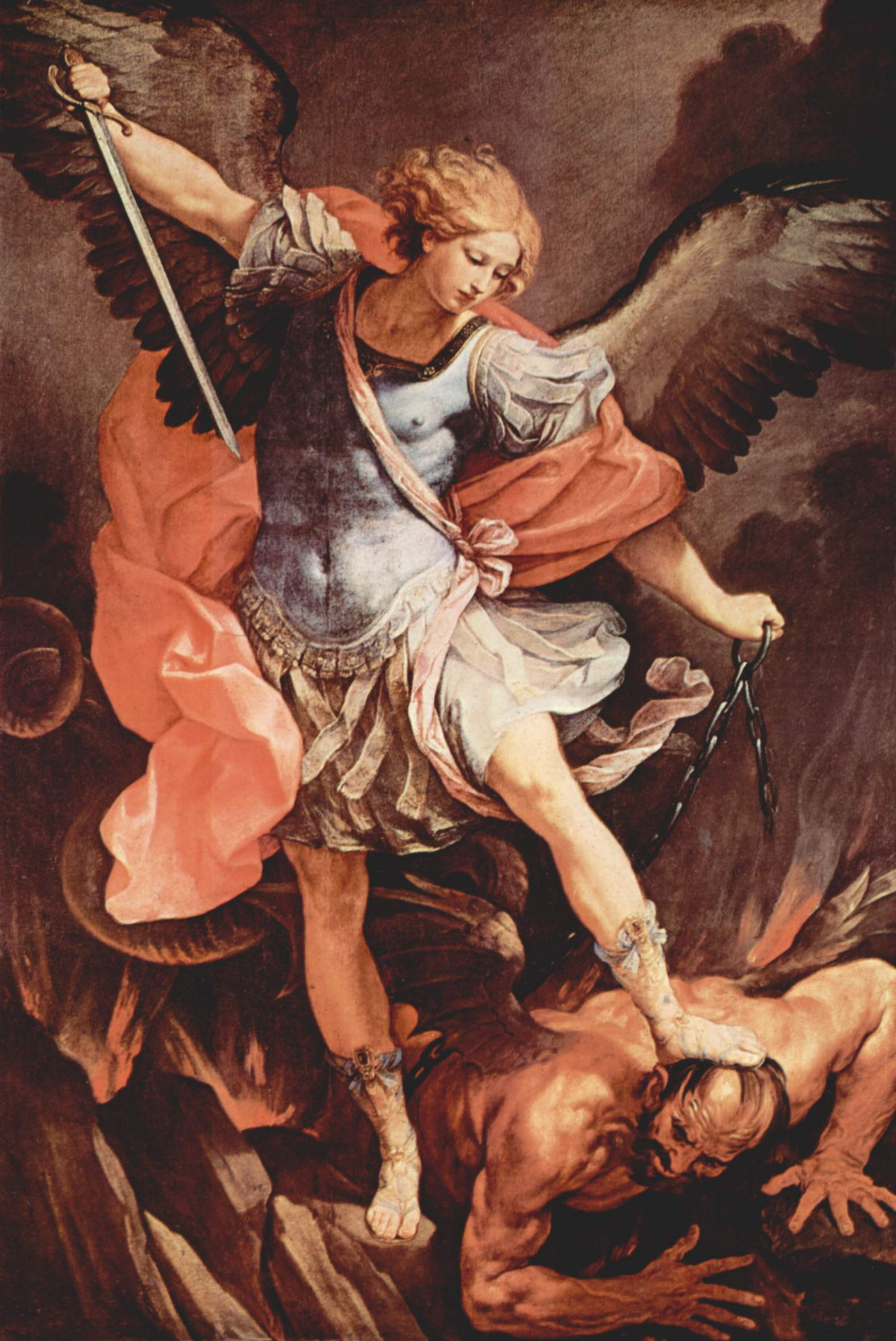
Guido Reni festménye Mihály arkangyalról

A pápa, mint legtöbb elődje, rajongott a művészetekért, támogatta a szépet, de valószínűleg a rómaiak közötti népszerűtlensége miatt mindig rossz fényben jelent meg a műalkotásokon. Ennek legszembetűnőbb példája Guido Reni festménye, amely még Ince trónra lépése előtt készült. A képet VIII. Orbán pápa testvére, a kapucinus Antonio Barberini rendelte meg. A festménynek Mihály arkangyal és a Sátán küzdelmét kellett volna ábrázolnia, de a Sátán arcvonásai kísértetiesen hasonlítottak Incére. Antonio a képet rendje római templomának, a Santa Maria della Concenzione-templomnak adományozta, és csak a csodának köszönhető, hogy túlélte Ince pontifikátusát, és mind a mai napig eredeti helyén függ. A szembeötlő kritikát nem a Barberini család sugallatára építette a képbe a festő, hanem minden bizonnyal Reni személyes ellenvetésének adott ezáltal nyomatékot.
Ince minden kétséget kizáróan fő alkotása a Piazza Navona kialakítása volt. 1647-ben azzal kezdték meg a tér kicsinosítását, hogy a Via Appia mellett álló Maxentius császár cirkuszából átszállították az obeliszket a térre. A Szentév tiszteletére készült el a tér ékességének számító Fontana dei Quattro Fiumi, azaz a négy folyó szökőkútja, amelyet eredetileg Borromini kezdett el, de végül Bernini fejezett be. Ince rendelte el a capitoliumi Palazzo Nuovo építését, és ő emeltette a római Pamphilj-erődöt.
X. Ince pápa 1655. január 7-én halt meg. Olimpia a halálhírre szinte nyomtalanul eltűnt, mindent magával vitt pápai lakosztályából, amit csak tudott, és a temetésre egy petákot sem akart áldozni. Az egyházfő rokonainak fösvénysége miatt a pápa holtteste egy egész napig a szobájában maradt, mert nem gyűlt össze elegendő pénz arra, hogy eltemessék. Végül néhány adakozó segítségével szerény temetéssel helyezték örök nyugalomra a Szent Péter-bazilikában. Később Camillo nevű unokaöccse és egy másik rokona méltó emlékhelyet állíttatott neki a Sant’Agnese in Agone-templomban. Ince sírja a bejárat fölött látható mind a mai napig.

## Művei
- Documenta Catholica Omnia (latin nyelven). Cooperatorum Veritatis Societas. (Hozzáférés: 2011. december 6.)